# Vera Stanarčević
Vera S. Stanarčević (Beograd, 5. septembar 1953) srpska je umetnica. Bavi se skulpturom, crtežom i  dizajnom. Član je ULUS-a i ULUPUDS-a.

## Grupne izložbe
Do sada je učestvovala na oko 190 grupnih izložbi u Srbiji i inostranstvu, od toga:
- više puta izlagala na izlozbama Crtež i mala plastika, Prolećna izložba ULUS-a, Jesenja izložba ULUS-a, Majska izložba ULUPUDS-a, Zemunski salon, Međunarodno zlatno pero, Oktobarski salon
- izložba skulptura u ledu, Kakslauttanen, Laponija, Finska, decembar 2004.
- „” hotel Intercontinental, Nju Delhi, India, 2005.
- , Nju Delhi, India, 2005.
- Internacionalna izložba  „Nirvana”, Daka, Bangaladeš, 1—8. mart 2007.

## Samostalne izložbe
- „Asamblaž”, galerija Singidunum, Beograd 1986.
- izložba crteža, Dom kulture, Aleksinac 1987.
- izložba crteža i objekata od papira, galerija Stara kapetanija, Zemun, 1994.
- izložba crteža, Sportski centar Čigota, Zlatibor 1995.
- izložba crteža, Dom kulture, Novi Pazar 1995.
- izložba crteža i skulptura, Mala galerija ULUPUDS-a, Beograd  2000.
- izložba skulptura i crteža, Dom kulture - Galerija Boem, Starčevo 2001.
- izložbacrteža i reljefa od gvožđa, Galerija savremene umetnosti Smederevo, jul 2007.
- izložba crteza i reljefa od gvožđa, galerija SULUJ, Beograd, oktobar 2007.
- izložba crteza i reljefa od gvožđa, Dom  kulture Raška, mart 2008.
- izložba kolaža, printova „Razglednice od prijatelja” galerija Stara Kapetanija, Zemun, 23.jul-4. avgust 2009.[1]
- izložba nagradjenih na Devetom Bijenalu crteža i male plastike, galerija ULUS 2009.
- izložba prstenja „100+100+...”, Mala  galerija UlUPUDS-a, Beograd, 02—12. april 2013.
- izložba reljefa od gvožđa „Razglednice iz Nigdine ili ja sam drvo i o tome zašto sam”, Prodajna galerija Beograd, 26. mart—13. april 2015.[2][3]
- izložba reljefa od gvožđa „Razglednice iz Nigdine ili ja sam drvo i o tome zašto sam”, KC Gornji Milanovac, 14—29. maj 2015.
- Arhitektura senke, Mali likovni salon, Novi Sad, 8—20. februar 2016.
- “Tri pozicije”,izložba Stanarčević Vera / crteži / Nives Pavlović Vuković / linorez na svili / I Dragana Rodić / grafike/,16.04 – 15.05 2019, Prima centar Berlin,Nemačka

## Učestvovanje na simpozijumima
Učestvovala na 26 simpozijuma, od kojih su značajniji:
- Livnica Bakar-Bor, bronza, Bor, jul 1994.
- Zlakusa, Užice, terakota 1998.
- Aranđelovac, terakota  2001.
- MajdanArt, Zlatara Majdanpek, srebro, nakit, 2004.
- Kakslauttanen, Finska, led, 2004.
- Simpozijum skulpture Meander, gvožđe, Apatin, jun 2011.
- Simpozijum, papir, Čačak 2011, 2012,2013, 2014.
- Rogljevo, kamen  peščar, Negotin 2012.
- Dubova, Rumunija, 2014.
- , prirodni materijali, Gabrovci, Bugarska, 27. jul—10. avgust 2015.
- YATOO International Artist in Residence Program, Yeonmisan Nature Art Park, gvožđe,bambus, zemlja, Južna Koreja, 27. maj—28. jun 2017.[4]

Radovi se nalazi u sledećim institucijama:
- Muzej Bakar, Bor
- Zbirka Kolonije u Zlakusi
- Muzej, Aranđelovac
- Zlatara Majdanpek
- Global Arts Village, Delhi, Indija
- Apatin, Skulptura u parku
- Rogljevo, Negotin
- Refleksija, Courtyard Marriott Hotel, Beograd
- Gabrovci, Bugarska
- , Južna Koreja

## Nagrade
- Godišnje nagrade ULUPUDS-a za 1995. 2000, 2007 i 2015.
- Diploma za skulpturu na 33. Majskoj izložbi 2001.
- Nagrada za malu plastiku na Devetom beogradskom Bijenalu crteža i male plastike, Paviljon Cvijeta Zuzorić jun, jul 2009.

## Spoljašnje veze
- Zvanična prezentacija
- „Vera Stanarčević”. Skulpture Srbija. Архивирано из оригинала 30. 12. 2017. г. Приступљено 21. 9. 2017.